# كيفن ألين (لاعب كرة قدم أمريكية أمريكي)
كيفن ألين (بالإنجليزية: Kevin Allen)‏ هو لاعب كرة قدم أمريكية أمريكي، ولد في 21 يونيو 1963 في سينسيناتي في الولايات المتحدة.

## وصلات خارجية
- كيفن ألين (لاعب كرة قدم أمريكية أمريكي) على موقع مرجع كرة القدم المحترفة.كوم (الإنجليزية)